# Delice
Delice là một huyện thuộc tỉnh Kırıkkale, Thổ Nhĩ Kỳ. Huyện có diện tích 801 km² và dân số thời điểm năm 2007 là 11035 người, mật độ 14 người/km².